# Geka
Geka (kinesiska: 各卡, 各卡乡) är en socken i Kina. Den ligger i provinsen Sichuan, i den sydvästra delen av landet, omkring 460 kilometer sydväst om provinshuvudstaden Chengdu. Antalet invånare är 806. Befolkningen består av 410 kvinnor och 396 män. Barn under 15 år utgör 21,0 %, vuxna 15-64 år 70 %, och äldre över 65 år 8,0 %.
Genomsnittlig årsnederbörd är 791 millimeter. Den regnigaste månaden är juli, med i genomsnitt 248 mm nederbörd, och den torraste är november, med 1 mm nederbörd.